# Libagon
Libagon is een gemeente in de Filipijnse provincie Southern Leyte op het eiland Leyte. Bij de laatste census in 2007 had de gemeente ruim 14 duizend inwoners.

## Geografie

### Bestuurlijke indeling
Libagon is onderverdeeld in de volgende 14 barangays:
| - Biasong - Bogasong - Cawayan - Gakat - Jubas - Magkasag - Mayuga | - Nahaong - Nahulid - Otikon - Pangi - Punta - Talisay - Tigbao |

## Demografie
Libagon had bij de census van 2007 een inwoneraantal van 14.283 mensen. Dit zijn 1.376 mensen (10,7%) meer dan bij de vorige census van 2000. De gemiddelde jaarlijkse groei komt daarmee uit op 1,41%, hetgeen lager is dan het landelijk jaarlijks gemiddelde over deze periode (2,04%). Vergeleken met de census van 1995 is het aantal mensen met 3.529 (32,8%) toegenomen.

De bevolkingsdichtheid van Libagon was ten tijde van de laatste census, met 14.283 inwoners op 98,62 km², 144,8 mensen per km².